# Odsíření
Odsířením se obecně označuje proces odstranění (zpravidla nežádoucí) příměsi síry z nějaké látky. Nejčastěji se používá ve smyslu odstranění síry z vypouštěných zplodin či odpadů. Odsiřuje se však i nafta proto, aby se ve spalinách naftových motorů minimalizoval obsah sloučenin síry.

## Odsíření elektráren
Odsíření se využívá v uhelných elektrárnách, kde je využívána mokrá vápencová vypírka v odsiřovací komoře pro zachytávání oxidu siřičitého.
CaO + H2O → Ca(OH)2
SO2 + Ca(OH)2 → CaSO3 + H2O
SO2 +Ca(OH)2 + 1/2 O2 → CaSO4 + H2O
SO3 + Ca(OH)2 → CaSO4 + H2O

## Odsíření černého uhlí
Surovinou pro výrobu koksu je černé uhlí. Toto uhlí musí mít požadovaný soubor vlastností (koksovatelnost), který se vyskytuje jen u části vytěženého uhlí. Proto je snaha využít veškeré koksovatelné uhlí k výrobě koksu. Pokud je koksovatelné uhlí sirnaté, má vyrobený koks vysoký obsah síry. Takový koks vytváří problémy jak u výroby železa, tak u spalování v kotlích. Studie zveřejněná v roce 1975 konstatovala, že odsíření uhlí před vstupem do koksárenských baterií je neefektivní. Jako přijatelné řešení označila studie míchání sirnatého uhlí s uhlím o malém obsahu síry.

## Odsíření železné rudy
Prachovité železné rudy musí projít úpravou, aby splňovaly požadavek zrnitosti. Proces zkusovění resp. spékání železné rudy se provádí v aglomeračních zařízeních, běžně známých jako aglomerace. Vedlejším efektem aglomerace je odsíření.

## Odsíření železné taveniny
Odsíření v metalurgii je proces zbavení taveniny nežádoucí příměsi síry.
V průběhu tavicího procesu železa, zvláště během tavení v kuplovně, přechází část síry z koksu do taveniny – dochází k tzv. nasíření taveniny. Tento zvýšený obsah síry je nepřijatelný pro výroby tvárné litiny, zejména za použití předslitin (FeSiMg) jako modifikačního prostředku. Zde nemá být obsah síry vyšší než 0,02 %. Použití těchto tavenin jako výchozí taveniny pro výrobu tvárné litiny je umožněno zařazením odsířovacího stupně mezi tavicí pec a modifikační pánev.
Teoreticky je možné pro odsíření použít všechny materiály s vyšší afinitou k síře, než má železo. Mohly by to být např. hořčík, cer, vápník, sodík apod. Z ekonomických a technických důvodů se v praxi používají převážně sloučeny vápníku jako karbid vápníku (CaC2) a oxid vápenatý (CaO – pálené vápno). Vápník reaguje se sulfidem železnatým (FeS), čímž se síra váže na vápník a vzniká sulfid vápenatý (CaS), který přechází do strusky. Tato struska je potom stažena. Z ekologického hlediska je tato struska problematická, neboť sulfid vápenatý je rozpustný ve vodě a mohl by znečistit vodní zdroje. Z tohoto důvodu musí být tato struska deponována na vodotěsných skládkách.
Průběh reakce mezi vápníkem (dodávaným ve formě CaO nebo CaC2) a taveninou je závislý na velikosti styčné plochy mezi odsiřovadlem a taveninou. Proto musí být tyto materiály jemnozrnné. Aby nedocházelo k pasivaci povrchu těchto zrn, je přidáván kazivec (CaF2), který ztekucuje vzniklou pasivační vrstvu strusky. Intensivním mícháním taveniny buďto profoukáváním inertním plynem (N2) nebo mechanicky je podporován dobrý kontakt mezi taveninou a odsiřovadlem.
Ve slévárnách jsou používány buď diskontinuelní (střásací pánev, Rheinstahl Quirel apod.), nebo průtočné metody odsíření. Nejrozšířenější je tzv. metoda GASAL, kde je dusík zaváděn do průtočné pánve pórovitým kamenem ve dně pánve. Doba setrvání taveniny v pánvi je 6 až 10 minut. Ztráta teploty při této operaci je mezi 80 a 100 °C. Tavenina musí být po odsíření zpravidla znova ohřáta na potřebnou modifikační teplotu.

## Odsíření bioplynu
Ve fermentorech bioplynových elektráren vzniká i nežádoucí sulfan v rozmezí od 0,05 do 5,0 % (500 - 50 000 ppm). Při spalování sulfan oxiduje na korozivní oxidy síry. V přítomnosti kondenzátu dochází ke vzniku kyseliny sírové. Důsledkem je závažná koroze plynového motoru, které zkracují životnost plynových motorů. Metody odsíření:
- filtry s náplní aktivního uhlí.[4]
- bakteriální mikroflóra Sulfobacter oxydans (biologická metoda)
- soli železa, např. chlorid železitý, chlorid železnatý nebo hydroxid železitý (chemická metoda)[5]